# 古賀一
古賀 一（こが はじめ、1974年5月7日 - ）は、NHKのアナウンサー。

## 人物
福岡県出身。私立西南学院高校、東京外国語大学ポルトガル・ブラジル語学科卒業後、1999年入局。初任地は宮崎放送局。
2018年6月よりNHK宮崎放送局に再び異動し、2回目の勤務。
2021年7月より国際放送局に異動。チーフプロデューサー。
2023年1月からNHK国際放送・NHKワールドJAPANで放送されている英語ニュース番組「NHK NEWSLINE」に不定期でアンカーとして出演を開始している。
また、総合テレビで随時放送されている『ハロー！NHKワールドJAPAN』には「アナウンサー」として出演しており、EPGにも名前が載っている。2023年3月時点では、NHKアナウンスルームにプロフィールは載っていないが、「NHK NEWSLINE」のアンカー紹介のページにプロフィールが掲載されている。

## 嗜好・挿話
- 趣味はサルサ・ラテン料理・ハバネロ栽培・うどん打ち・干し芋作り[4][5]。
- スペイン語と英語が堪能。
- 高校時代はグリークラブに所属していた[6]。

## 現在の担当番組・業務
- NHKワールドJAPAN・『NHK NEWSLINE』アンカー（不定期）

## 過去の担当番組
宮崎放送局時代（1度目）
- 宮崎県のニュース・中継等
- おーい、ニッポン 今日はとことん宮崎県『来んね、こんね、太陽いっぱい宮崎県』牛飼いじいさん（都城市）中継（2001年12月23日）

高松放送局時代
- 香川県のニュース
- 情報ワイド いきいき香川 ニュースアップ（キャスター）
- ゆるタル
- 845かがわ（不定期）

松山放送局時代
- 伊予路てくてく
- えひめ845（編集責任者）
- おはようえひめ（キャスター）
- 愛媛県・四国地方のニュース・中継等

東京アナウンス室時代
- スタジオパークからこんにちは

※夏期休養に入っていた近田雄一の代役で2011年9月12日 - 16日に司会を担当。このうち14日・16日分は国会中継が放送されることになったため、収録のみ行いそれぞれ20日・22日に放送。15日は生放送・収録ともに休止しアンコール特集を放送。
- オンバト+司会（2012年4月 - 2013年3月）
- 首都圏ネットワーク（リポーター）
- きょうの健康（2013年4月 - 2014年6月）
- NHKニュースおはよう日本（リポーター）
- サッカープラネット（2013年4月 -2014年3月）

※海外取材時には、得意の語学力を生かし通訳を介さずに直接インタビューを行うこともある。
横浜放送局時代
- Nスペ5min.（ナレーション・2017年2月25日）
- 横浜サウンド☆クルーズ（不定期・パーソナリティー）
- ひるまえほっと（神奈川県内の情報）
- 首都圏ネットワーク（『行ってみよう行ってみたい』神奈川県のリポート・不定期）

宮崎放送局時代（2度目）
- 宮崎県のニュース
- 放送部副部長（アナウンス統括）
- NHKニュース イブニング宮崎（編集責任者）
- 宮崎熱時間（編集責任者）
- 昼前ほっとみやざき（編集責任者）
- はっけんTV・宮崎（編集責任者）
- 宮崎放送局制作番組の編集責任者

## 同期のアナウンサー
- 有田雅明
- 一橋忠之
- 今城和久
- 今道琢也（退職）
- 北野剛寛
- 小松宏司
- 佐藤龍文
- 杉岡英樹
- 高瀬耕造
- 高山真樹
- 近田雄一
- 塚原泰介
- 塚本貴之
- 内藤裕子（退職→フリー）
- 永松隆太朗
- 船岡久嗣（退職）
- 山田賢治
- 横林良純